# Penichroa
Penichroa is een kevergeslacht uit de familie van de boktorren (Cerambycidae). De wetenschappelijke naam van het geslacht werd voor het eerst geldig gepubliceerd in 1839 door Stephens.

## Soorten
Penichroa is monotypisch en omvat slechts de volgende soort:
- Penichroa fasciata (Stephens, 1831)